# Fengyun-3G
Fengyun-3G (chinesisch 風雲三號G星 / 风云三号G星, Pinyin Fēngyún Sān Hào G Xīng, Wind und Wolken) ist ein chinesischer Wettersatellit der Fengyun-Reihe. Der Satellit wurde am 16. April 2023 um 01:36 Uhr UTC mit einer Trägerrakete vom Typ Langer Marsch 4B vom Kosmodrom Jiuquan in eine um 50° zum Äquator geneigte Umlaufbahn von 407 km Höhe gebracht wurde.
Fengyun-3G ist der erste chinesische Wettersatellit in einer zum Äquator geneigten Umlaufbahn.

## Aufbau
Der in betanktem Zustand rund 3,6 t schwere, dreiachsenstabilisierte Satellit des Nationalen Zentrums für Satellitenmeteorologie wurde von der Shanghaier Akademie für Raumfahrttechnologie hergestellt. Bei dem Gehäuse handelt es sich nicht um einen Standard-Satellitenbus der Firma, sondern um eine Sonderanfertigung, die durch die niedrige Flughöhe von etwas über 400 km notwendig wurde – die anderen Satelliten der Fengyun-3-Reihe kreisen in einer Höhe von gut 800 km um die Erde.
Durch die relativ hohe Dichte der Restatmosphäre in 400 km Höhe müssen, wie bei einer Raumstation, regelmäßig Bahnanhebungsmanöver durchgeführt werden. Ohne diese würde sich die Flughöhe bei hoher Sonnenaktivität – das nächste Sonnenfleckenmaximum wird für 2025 erwartet – um 600 m pro Tag verringern. Daher nimmt Fengyun-3G dreimal täglich Bahnkorrekturen vor. Durch den mitzuführenden Treibstoff erhöhte sich sein Startgewicht – der Vorgängersatellit Fengyun-3E wog nur 2,25 t – und die erwartete Betriebsdauer verkürzte sich von acht auf fünf Jahre.
Da die Bahn von Fengyun-3G anders als bei den anderen Satelliten der Fengyun-3-Serie nicht sonnensynchron ist, mussten Temperaturregelung und Stromerzeugung anders gelöst werden. Fengyun-3G besitzt als bislang einziger Satellit der Serie zwei Solarzellenflügel. Diese sind links und rechts fest am Gehäuse montiert. Abhängig von der Richtung der Sonneneinstrahlung dreht sich der Satellit auf seiner Bahn in der Gierachse um sich selbst, um die Module auf die Sonne auszurichten.

## Nutzlasten
Fengyun-3G besitzt vier Hauptinstrumente:
- Niederschlagsradar. Hierbei handelt es sich um ein sehr anspruchsvolles Gerät, dessen Entwicklung vom ersten Konzept bis zu seinem Einsatz auf dem Satelliten 17 Jahre dauerte. Das auf zwei Kanälen bei 13,35 GHz (Ku-Band) und 35,55 GHz (Ka-Band) arbeitende Radar kann ein dreidimensionales Bild von Niederschlagsvorgängen erstellen, die Niederschlagsmenge ermitteln und dabei die vom Boden reflektierte Störstrahlung herausrechnen. Die Schwadbreite beträgt 300 km, die vertikale Auflösung 250 m. Veränderungen der Niederschlagsintensität werden mit einer Auflösung von 0,2 mm/h registriert, im Bereich von feinem Nieselregen bis zu heftigen Unwettern mit 50 mm/h und mehr. Das Gerät kann zwischen Flüssigkeiten, Gasen und Festkörpern unterscheiden und somit erkennen, ob es sich bei einem Niederschlag um Regen, Schnee oder Hagel handelt.[3]
- Mikrowellenradar zur Messung der Luftfeuchtigkeit. Hierbei handelt es sich um eine weiterentwickelte Version des bereits auf den anderen Satelliten der Fengyun-3-Serie eingesetzten Geräts, das nun mit 26 Kanälen im Bereich zwischen 150 und 183 GHz arbeitet. Das Radar verwendet das sogenannte „Cross-Track Scanning“, bei dem der Strahl um ± 50° senkrecht zur Flugrichtung ausgelenkt wird, womit man eine Schwadbreite von 2700 km erzielt. Die räumliche Auflösung beträgt direkt unter dem Satelliten 15 km.[4] Dieses Gerät wird insbesondere zur Erfassung schwacher Niederschläge und zur Korrektur der Daten des eigentlichen Niederschlagsradars genutzt – Wasserdampf in der Atmosphäre beeinflusst die Geschwindigkeit der Radarimpulse.
- Abbildendes Spektrometer mit mittlerer Auflösung. Hierbei handelt es sich um eine vereinfachte Variante der Spektrometer auf den anderen Satelliten der Fengyun-3-Serie. Es besitzt nur acht Kanäle im Bereich des sichtbaren Lichts sowie der nahen und mittleren Infrarotstrahlung bei den Wellenlängen 0,65 μm, 0,87 μm, 0,94 μm, 1,38 μm, 1,64 μm, 3,80 μm, 10,8 μm und 12 μm. Die Schwadbreite beträgt 1200 km. Mit diesem Gerät wird die Wolkenoberseitentemperatur und die Wolkenobergrenzenhöhe gemessen sowie der effektive Partikelradius und die Wolkenmorphologie bestimmt.
- Radio-Okkultationsempfänger für die Signale von GPS- und Beidou-Satelliten. Dieses Gerät dient neben der Positionsbestimmung von Fengyun-3G der Messung der lokalen Windgeschwindigkeit über der Meeresoberfläche. Die von Wasserflächen reflektierten Signale von Navigationssatelliten können Auskunft über die Wellenhöhe geben, aus der sich die lokale Windgeschwindigkeit ableiten lässt. Außerdem kann das Gerät Daten zur Luftfeuchtigkeit und Temperatur liefern.

Zusätzlich zu diesen regulären Instrumenten besitzt Fengyun-3G noch zwei Technologieerprobungs-Nutzlasten:
- Ein Gerät zur radiometrischen Kalibrierung von Bildgebern, um Aufnahmen bei verschiedenen atmosphärischen Bedingungen vergleichbar zu machen.
- Einen Bildgeber für kurzwellige Infrarotstrahlung (1,4–3,0 μm) mit verschiedener Polarisation,[5] mit dem nach Bearbeitung der Daten der effektive Radius von Wolkentropfen ermittelt werden kann.[6]

## Mission
Nach dem Start am 16. April 2023 folgte zunächst eine halbjährige Testphase. Am 15. Mai 2023 wurden erste Bilder von Fengyun-3G veröffentlicht, darunter eine Aufnahme vom 7. Mai, die ein konvektives System erzeugten Starkregen in Hainan zeigt.
Drei Tage später startete von dort das Versorgungsraumschiff Tianzhou 6 zur Chinesischen Raumstation. Am 1. Mai 2024 nahm der Satellit offiziell seinen Regelbetrieb auf. Mit seinen Daten trägt Fengyun-3G zum Global Precipitation Measurement von NASA und JAXA bei.